# Chytonix bella
Chytonix bella là một loài bướm đêm trong họ Noctuidae.